# Creta romana

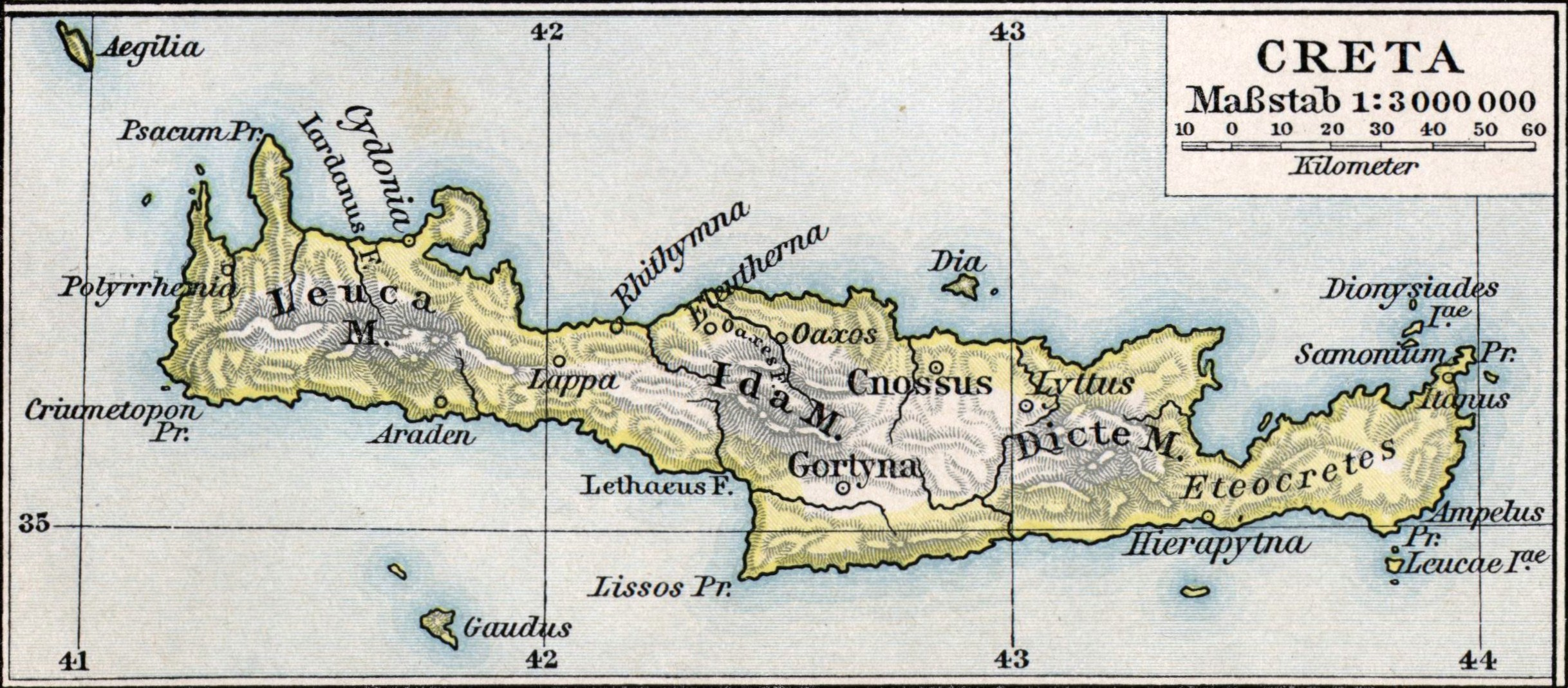
Ilha de Creta

Creta romana é o período no qual a ilha de Creta esteve sob o comando de Roma e do Império Bizantino. Depois de ser conquistada por Quinto Cecílio Metelo Crético em 69 a.C., a ilha permaneceu como uma das mais pacíficas e pacatas províncias romanas, chamada de Creta e Cirenaica, até o século VII. Depois de tornar-se uma província separada no final do século III, Creta foi conquistada por exilados de Alandalus no final da década de 820. Depois de ser reconquistada em 961, foi definitivamente perdida pelos bizantinos para as forças da República de Gênova e de Veneza em 1205, depois da conquista latina de Constantinopla.

## História

### Civilização Minoica
Creta foi o centro da primeira civilização avançada da Europa, a minoica (c. 2700–1 420 a.C.). Os minoicos criaram um alfabeto, ainda não decifrado, conhecido como Linear A. A história primitiva de Creta está repleta de lendas, como a do rei Minos, Teseu e o Minotauro, passadas adiante oralmente por poetas como Homero. A erupção do Tera devastou a Civilização Minoica.

### Civilização Micênica

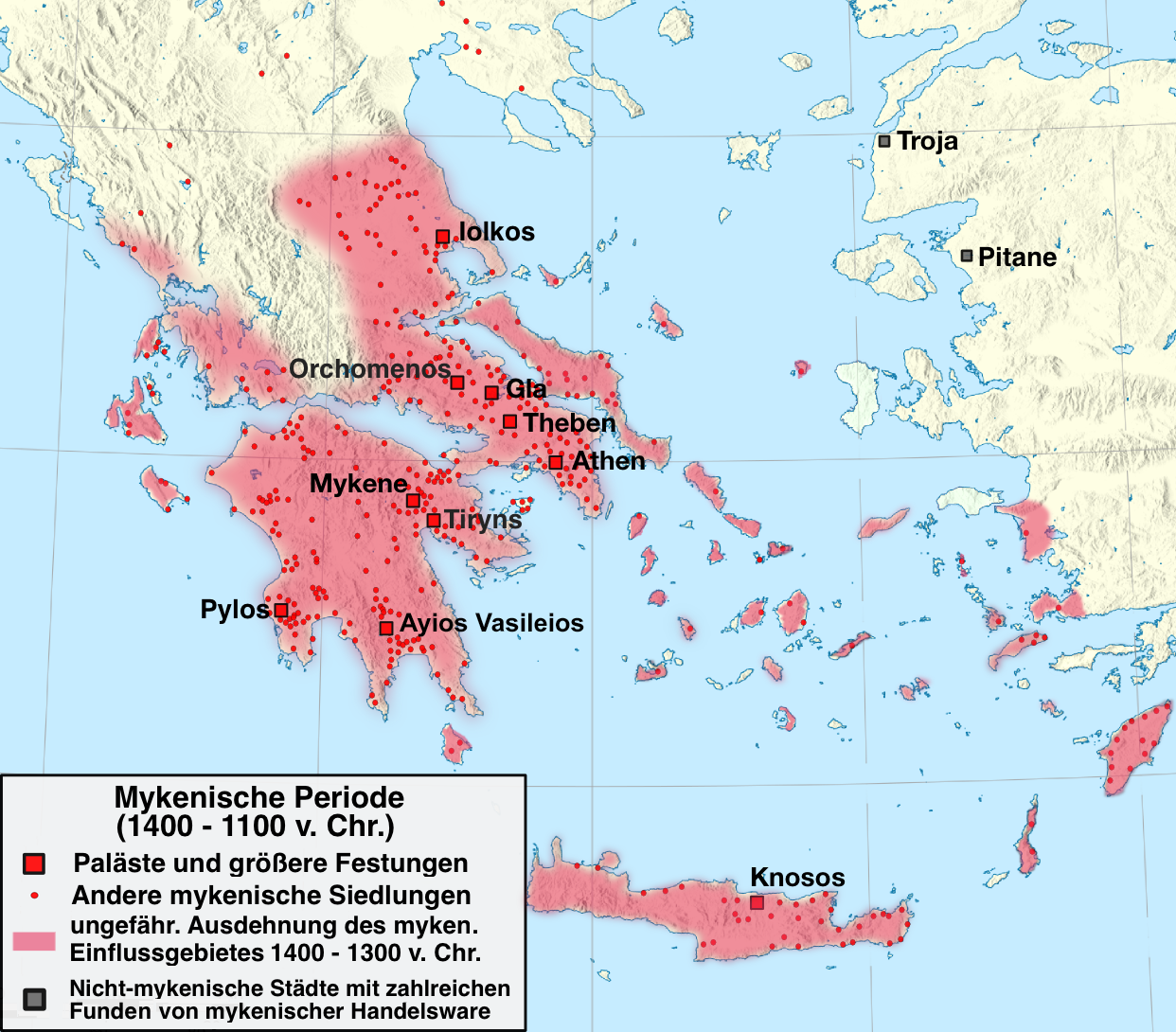
Civilização Micênica,

A partir de 1 420 a.C., os minoicos foram conquistados pelos micênios, vindos da Grécia continental. Os mais antigos exemplares da língua grega, identificados por Michael Ventris, são conhecidos como "Arquivo Linear B" de Cnossos, datado de aproximadamente 1425-1 375 a.C..

### Período pré-romano
Durante o período clássico e helenístico, Creta era dominada por cidades-estado em constante estado de guerra e refúgio de frotas piratas. Gortina, Cidônia (Chania) e Licto desafiavam a primazia da antiga Cnossos, atacavam umas às outras, convidavam potências do continente - como a Macedônia e seus rivais, Rodes e o Egito - para intervirem no conflito, uma situação que deixou a região vulnerável à interferência romana.
Em 88 a.C., Mitrídates VI (r. 120–63 a.C.), do Reino do Ponto, na costa do Mar Negro, foi à guerra para deter o avanço romano no Egeu. Com o pretexto de que Cnossos estaria apoiando Mitrídates, Marco Antônio Crético atacou Creta em 71 a.C. e foi expulso. Roma em seguida enviou Quinto Cecílio Metelo à frente de três legiões para a ilha. Depois de uma feroz campanha de três anos, Creta finalmente foi subjugada em 69 a.C., o que valeu a Metelo o agnome Crético (em latim: Creticus). Pelas evidências encontradas nos sítios arqueológicos, a destruição associada à troca de comando foi pouca: um único complexo palaciano parece ter sido arrasado. É possível que Gortina tenha apoiado os romanos e foi recompensada com a posição de capital da nova província conjunta, Creta e Cirenaica.

### Período romano
Gortina tinha a maior basílica cristã em Creta, a Basílica de São Tito, dedicada ao primeiro bispo da ilha, a quem Paulo endereçou uma de suas epístolas. As obras na igreja iniciaram ainda no século I.

### Primeiro período bizantino e conquista árabe
Durante o período romano, Creta formava uma província separada com a Cirenaica conhecida como Creta e Cirenaica. Durante o reinado de Diocleciano (r. 284–305), ela foi separada e subordinada à Diocese da Mésia da Prefeitura pretoriana da Itália. Constantino (r. 306–337) dividiu esta última para criar a Diocese da Macedônia e subordinou-a à recém-criada Prefeitura pretoriana da Ilíria. Algumas instituições administrativas, como a liga (koinon) da ilha persistiram até o final do século IV, mas, assim como em diversas outras partes do império, elas foram abandonadas conforme crescia o poder dos funcionários imperiais.
Poucas fontes contemporâneas mencionam Creta no período entre o século IV e a conquista muçulmana na década de 820. Durante este período, a ilha era uma típica província interiorana e pacata na periferia do mundo greco-romano. Seus bispos sequer participaram do Primeiro Concílio de Niceia em 325, ao contrário do que aconteceu com as vizinhas Rodes e Cós. Com exceção de um ataque vândalo em 457 e dos grandes terremotos de 365, 415, 448 e 531, que destruíram muitas cidades, a ilha permaneceu como reduto pacífico e próspero, como atestam os numerosos monumentos do período, de grande porte e bem construídos, que ainda estão na ilha. No século VI, segundo o "Sinecdemos", Creta era governada por um consular (consularis), tinha sua capital em Gortina e ostentava 22 cidades. A população nesta época é estimada em 250 000, quase que exclusivamente formada por cristãos, com pequenas comunidades judaicas nos principais centros urbanos.
Este período de paz foi abruptamente encerrado no século VII. Creta sofreu o primeiro raide dos eslavos em 623, ao qual se seguiram outros, pelos árabes, em 654 e na década de 670, durante a primeira onda da expansão islâmica e, novamente, durante as primeiras décadas do século VIII, especialmente durante o reinado do califa Ualide I (r. 705–715). Depois disso, a ilha permaneceu relativamente segura e era governada por um arconte nomeado por Constantinopla. Por volta de 732, o imperador bizantino Leão III, o Isauro (r. 717–741), transferiu a ilha da jurisdição do papa para a do patriarca de Constantinopla. Um estratego de Creta aparece nas fontes em 767 e um selo de um turmarca de Creta é conhecido. Estes achados deram origem a sugestões de que a ilha teria sido organizada na forma de um tema no século VIII (provavelmente tão cedo quanto a década de 730). A maior parte dos estudiosos, porém, não consideram-nas conclusivas o suficiente e acreditam improvável que Creta algum dia tenha sido um tema bizantino.
O governo bizantino perdurou até o final da década de 820, quando um grande grupo de exilados de Alandalus desembarcaram na ilha e iniciaram a conquista. Os bizantinos lançaram repetidas campanhas para expulsá-los e parecem ter nomeado um estratego para administrar as porções da ilha ainda sob controle imperial. Porém, todas foram derrotadas e não conseguiram impedir a fundação da fortaleza sarracena de Chandax na costa norte, que evoluiu para tornar-se a capital do novo Emirado de Creta. A queda de Creta para os árabes foi uma grande dor de cabeça para o Império Bizantino, pois deixou vulneráveis à pirataria todas as ilhas do Egeu.

### Reconquista bizantina
Uma grande campanha bizantina em 842-843, liderada por Teoctisto, conseguiu alguns avanços e, aparentemente, permitiu que se re-estabelecesse o controle sobre algumas partes da ilha como um tema, como se evidencia pela presença de um "estratego de Creta" no Taktikon Uspensky, da mesma época. Porém, Teoctisto teve que abandonar a campanha e as tropas, sem o líder, foram rapidamente derrotadas pelos sarracenos. As tentativas bizantinas seguintes, em 911 e 947, fracassaram fragorosamente e foi somente em 960-961 que o general Nicéforo Focas, à frente de um enorme exército, desembarcou na ilha e atacou Chandax, finalmente reconquistando Creta para o Império Bizantino.
Depois da reconquista, a ilha foi organizada como um tema, com um estratego baseado em Chandax (rebatizada como Heraclião). Diversos esforços foram feitos para tentar converter a população, liderados por João Xenos e São Nicon, o Metanoita. Um regimento (taxiarquia) de 1 000 homens foi alistado para formar a guarnição da ilha sob um taxiarca separado e subdividido em turmas.
Durante o reinado de Aleixo I Comneno (r. 1081–1118), a ilha foi governada por um duque (dux) ou um catepano. No início do século XII, ela passou para o controle, juntamente com a Grécia meridional (os temas de Hélade e Peloponeso), do mega-duque (megas doux), o comandante-em-chefe da marinha bizantina. Depois de uma revolta do governador, um tal Cárices (Karykes), em 1092-1093, a ilha voltou novamente a ser uma província pacata e pacífica, firmemente sob controle bizantino, uma situação que perdurou até a Quarta Cruzada. Durante a Partitio terrarum imperii Romaniae, Creta parece ter sido passada para o controle de Bonifácio de Monferrato como uma pronoia pelo imperador Aleixo IV Ângelo (r. 1203–1204). Bonifácio, porém, incapaz de efetivar seu controle sobre a ilha, vendeu os direitos sobre ela para a República de Veneza. Na ocasião, a ilha foi tomada pelos rivais dos venezianos, os genoveses e foi somente em 1212 que Veneza finalmente recuperou o controle da situação e conseguiu criar o reino vassalo de Cândia.

#### Sés episcopais
As sés episcopais da província que aparecem no Anuário Pontifício como sés titulares são:
- Cantano (Kandanos)